# NGC 2517
NGC 2517 је спирална галаксија у сазвежђу Крма која се налази на NGC листи објеката дубоког неба.
Деклинација објекта је - 12° 19' 2" а ректасцензија 8h 2m 47,0s. Привидна величина (магнитуда) објекта NGC 2517 износи 11,8 а фотографска магнитуда 12,8. NGC 2517 је још познат и под ознакама MCG -2-21-3, NPM1G -12.0217, CGMW 1-2065, PGC 22578.